# 回田信号場

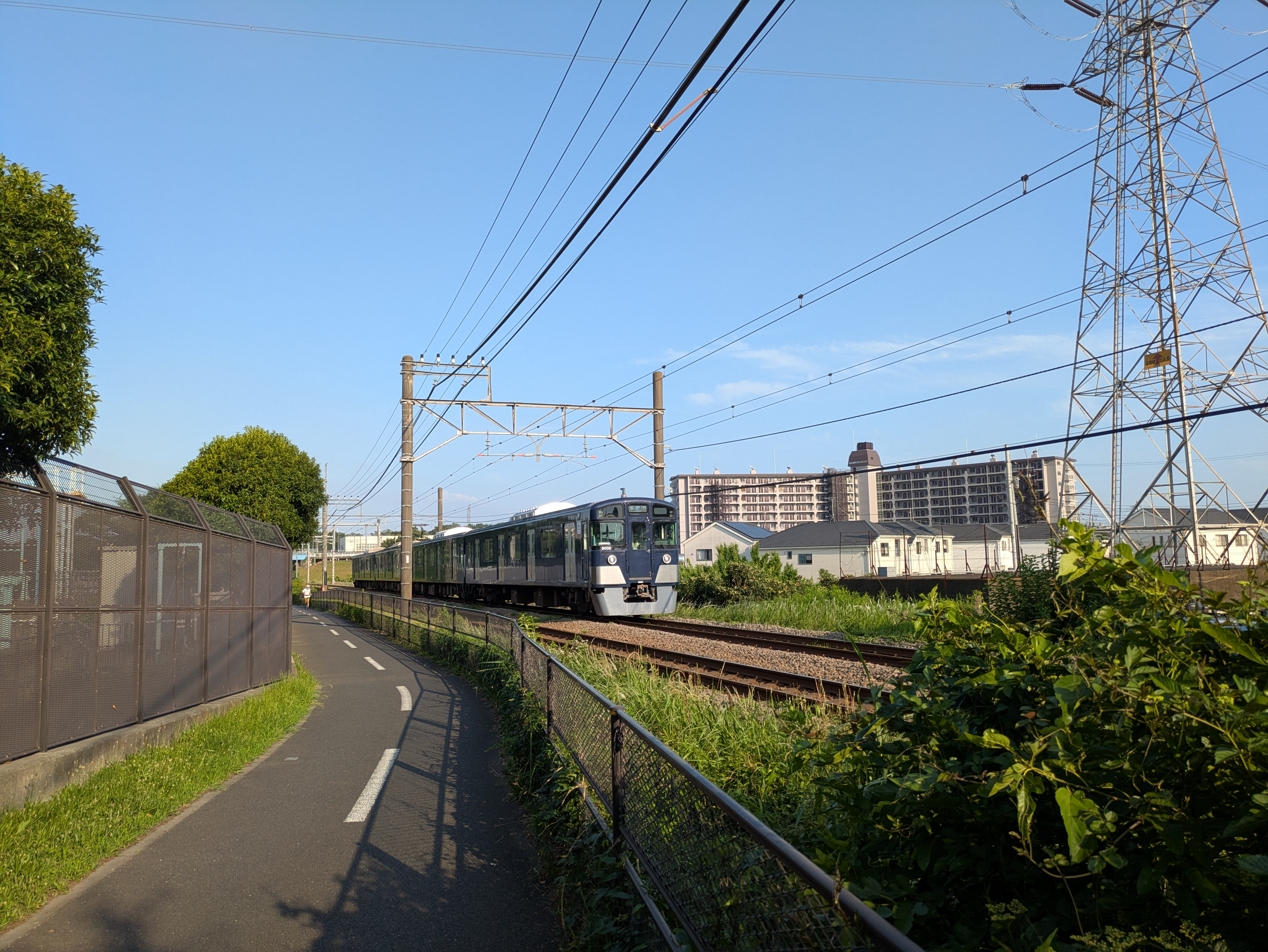
西武多摩湖線 回田信号所

回田信号場（めぐりたしんごうじょう）は東京都東村山市（一部は東京都東大和市）にある西武鉄道多摩湖線の信号場である。
信号場名は「回田」であるが、周辺の東村山市の町名は「廻田町」である。

## 歴史
- 1963年（昭和38年）4月5日：開設。

## 地理
設備自体は、東村山市廻田町に収まらず、東村山市美住町と東村山市富士見町の街区境界部から、東大和市清水までが信号場の場内となる。

## 構造
上り本線1線・下り本線1線の計2線をもつ単線区間行き違い形の信号場である。下り本線の武蔵大和駅寄りと上り本線の八坂駅寄りに安全側線が設置されているが、本線の有効長は1.7 kmに及び、あたかも複線のようになっている。このため、列車は停車せずに行き違いが可能である。

### 用途
朝夕ラッシュ時、および土曜・休日の日中に多摩湖線の列車交換に使用される。土曜・休日など、東村山中央公園の前で交換待ちの上り電車が止まっているのがしばしば見られる。

## 周辺
多摩湖自転車歩行者道と東村山中央公園、東村山浄水場、住宅地に囲まれている。

## 隣の駅
西武鉄道
 多摩湖線
八坂駅 (ST05) -（回田信号場）- 武蔵大和駅 (ST06)